# BHLH
Основная структура спираль-петля-спираль (от англ. basic helix-loop-helix, сокр. bHLH) — это базовый структурный мотив, имеющийся у многих белков, принадлежащих к суперсемейству димеризующихся факторов транскрипции. Эти белки и называют bHLH белками. Не следует путать этот белковый структурный мотив с другим, похожим структурным мотивом белков, так называемым мотивом «спираль-поворот-спираль». Слово «базовый» относится не к сложности, а к химическому составу мотива, поскольку факторы транскрипции обычно содержат осно́вные аминокислотные остатки, чтобы облегчить связывание с ДНК.

## Структура
Мотив характеризуется наличием двух α-спиралей, связанных петлёй. В общем, факторы транскрипции, включающие данный домен, являются димерными, каждый с одной спиралью, содержащей осно́вные аминокислотные остатки, которые облегчают связывание молекул ДНК. В мотиве, одна спираль меньше и, благодаря гибкости петли, позволяет димеризоваться путём фолдинга и упаковки против другой спирали. Большая спираль обычно содержит участки связывания ДНК. bHLH-белки обычно связываются с консенсусной последовательностью, называемой E-box, CANNTG. Каноническая последовательность E-box представляет собой CACGTG (палиндромную), однако некоторые факторы транскрипции bHLH, особенно из семейства bHLH-PAS, связываются с родственными непалиндромными последовательностями, которые похожи на E-box. bHLH TF могут гомодимеризоваться или гетеродимеризоваться с другими bHLH TF и формировать большое разнообразие димеров, каждый из которых обладает определёнными функциями.

## Примеры
Примеры транскрипционных факторов, содержащих bHLH:
- AHR
- Beta2/NeuroD1
- BMAL-1-CLOCK
- C-Myc, N-Myc
- MyoD
- Myf5
- Pho4
- HIF
- NPAS1, NPAS3, MOP5
- Scl, также известный как Tal1
- пронейрональные гены bHLH, такие как p-CaMKII и pSer (336)NeuroD.
- Склераксис
- Нейрогенины
- MAX
- OLIG1, OLIG2
- TCF4 (Траскрипционный фактор 4)
- BHLHE41, также известный, как DEC2, SHARP1, и BHLHB3

bHLH транскрипционные факторы часто важны в развитии или клеточной активности. BMAL1/Clock — это основной транскрипционный комплекс в циркадианных молекулярных осцилляторах. Другие гены, такие как c-Myc и HIF-1, были связаны с злокачественными опухолями, из-за их влияния на рост клеток и метаболизм.

## Регуляция
Поскольку многие транскрипционные факторы bHLH являются гетеродимерными, их активность часто сильно регулируется димеризацией субъединиц. Экспрессия или доступность одной субъединицы часто контролируется, тогда как другая субъединица конститутивно экспрессируется. Многие из известных регуляторных белков, таких как белок Drosophila extramacrochaetae, имеют структуру спираль-петля-спираль, но не имеют базовой области, что делает их неспособными самостоятельно связываться с ДНК. Они, однако, способны образовывать гетеродимеры с белками, которые имеют структуру bHLH, и таким образом дезактивируют свои способности в качестве факторов транскрипции.

## Человеческие белки с bHLH структурами
AHR; AHRR; ARNT; ARNT2; ARNTL; ARNTL2; ASCL1; ASCL2;
ASCL3; ASCL4; ATOH1; ATOH7; ATOH8; BHLHB2; BHLHB3; BHLHB4;
BHLHB5; BHLHB8; CLOCK; EPAS1; FERD3L; FIGLA; HAND1; HAND2;
HES1; HES2; HES3; HES4; HES5; HES6; HES7; HEY1;
HEY2; HIF1A; ID1; ID2; ID3; ID4; KIAA2018; LYL1;
MASH1; MATH2; MAX; MESP1; MESP2; MIST1; MITF; MLX; MLXIP;
MLXIPL; MNT; MSC; MSGN1; MXD1; MXD3; MXD4; MXI1;
MYC; MYCL1; MYCL2; MYCN; MYF5; MYF6; MYOD1; MYOG;
NCOA1; NCOA3; NEUROD1; NEUROD2; NEUROD4; NEUROD6; NEUROG1; NEUROG2;
NEUROG3; NHLH1; NHLH2; NPAS1; NPAS2; NPAS3; NPAS4; OAF1; OLIG1;
OLIG2; OLIG3; PTF1A; SCL; SCXB; SIM1; SIM2; SOHLH1;
SOHLH2; SREBF1; SREBF2; TAL1; TAL2; TCF12; TCF15; TCF21;
TCF3; TCF4; TCFL5; TFAP4; TFE3; TFEB; TFEC; TWIST1;
TWIST2; USF1; USF2;